# هنري مونرو (لاعب كرة قدم أمريكية)
هنري مونرو (بالإنجليزية: Henry Monroe)‏ هو لاعب كرة قدم أمريكية أمريكي، ولد في 30 ديسمبر 1956 في موبيل في الولايات المتحدة.

## وصلات خارجية
- هنري مونرو على موقع مرجع كرة القدم المحترفة.كوم (الإنجليزية)